# (2859) Paganini
(2859) Paganini es un asteroide perteneciente al cinturón de asteroides, descubierto el 5 de septiembre de 1978 por Nikolái Stepánovich Chernyj desde el Observatorio Astrofísico de Crimea (República de Crimea).

## Designación y nombre
Designado provisionalmente como 1978 RW1. Fue nombrado Paganini en honor al compositor italiano Niccolò Paganini.